# アウトサイダーズ
『アウトサイダーズ』（原題：Trespass Against Us）は2016年に公開された米英合作の犯罪映画である。監督はアダム・スミス、主演はマイケル・ファスベンダーが務めた。

## ストーリー
自分の子供にはまっとうな人生を送ってもらいたいという思いから、アイリッシュ・トラヴェラーの一族の息子であるチャド・カットラーはファミリー・ビジネスから足を洗う決断を下した。しかし、チャドの父親であるコルビーはそれを組織への裏切りだとみなした。コルビーは息子を組織に縛り付けるために、地元の有力者の家に強盗に入るという任務を課した。それが原因で、チャドは組織からだけでなく、警察からも目を付けられてしまった。

## キャスト
- チャド・カトラー - マイケル・ファスベンダー
- コルビー・カトラー - ブレンダン・グリーソン
- ゴードン・ベネット - ショーン・ハリス
- ケリー・カトラー - リンゼイ・マーシャル（英語版）
- ウィンドウズ - バリー・コーガン
- ロヴァッジ巡査 - ロリー・キニア
- ケニー - キリアン・スコット
- ノーマン - トニー・ウェイ（英語版）
- サンプソン - キングズリー・ベン＝アディル
- レスター - ジェラルド・カーンズ（英語版）
- タイソン - ジョージー・スミス

## 製作
2013年10月31日、マイケル・ファスベンダーがアダム・スミス監督の新作映画に出演することになったと報じられた。2014年5月16日、ブレンダン・グリーソン、ショーン・ハリス、リンゼイ・マーシャル、ロリー・キニア、キリアン・スコットが本作に出演するとの報道があった。6月には主要撮影がイギリスで始まった。

## 公開
2014年5月16日、ライオンズゲートが本作の全英配給権を購入したと報じられた。12月16日、A24が本作の全米配給権を獲得したとの報道があった。2016年9月9日、本作はスペシャル・プレゼンテーション部門に出品されていた第41回トロント国際映画祭でプレミアを迎えた。

## 評価
本作は賛否両論となっている。映画批評集積サイトのRotten Tomatoesには64件のレビューがあり、批評家支持率は56%、平均点は10点満点で5.6点となっている。サイト側による批評家の見解の要約は「『アウトサイダーズ』はマイケル・ファスベンダーとブレンダン・グリーソンの見事な演技の恩恵を受けているが、2人を以てしても、ストーリーの転調と雰囲気のずれを調和させることが出来なかった」となっている。また、Metacriticには16件のレビューがあり、加重平均値は50/100となっている。